# Suc de Saussac
Le suc de Saussac est un sommet du massif du Meygal, culminant à 1 149 m, sur la commune d'Yssingeaux, dans le département de la Haute-Loire, en France. Ancien volcan, le lieu est principalement constitué de phonolithes[réf. souhaitée].
Cette montagne abrite un important site archéologique dont l'étude, débutée en 1999, est toujours en cours en 2022. Une équipe scientifique dirigée par le docteur Pierre-Éric Poble (Université de Saint-Étienne) étudie peu à peu les vestiges conservés sur ce site. Principal sanctuaire du plateau d'Yssingeaux à l'époque protohistorique (gauloise), le site est christianisé de manière précoce abritant les vestiges de l'une des plus anciennes églises de la Haute-Loire (IVe – Ve siècle). Placé sous le contrôle de la famille des Aviti, le site accueille un puissant château sur son sommet avec un bourg fortifié dès le Xe siècle. Jusqu'à la fin du XIIIe siècle, cette montagne est la principale agglomération du plateau d'Yssingeaux, cette dernière ville ne se développant qu'à partir du XIVe siècle.
Depuis 2005, l'association des Amis du site de Saussac assure la gestion des lieux et cherche à en assurer la conservation par diverses animations de promotion comme les Estivales de Saussac. Elle organise également des visites guidées du site.

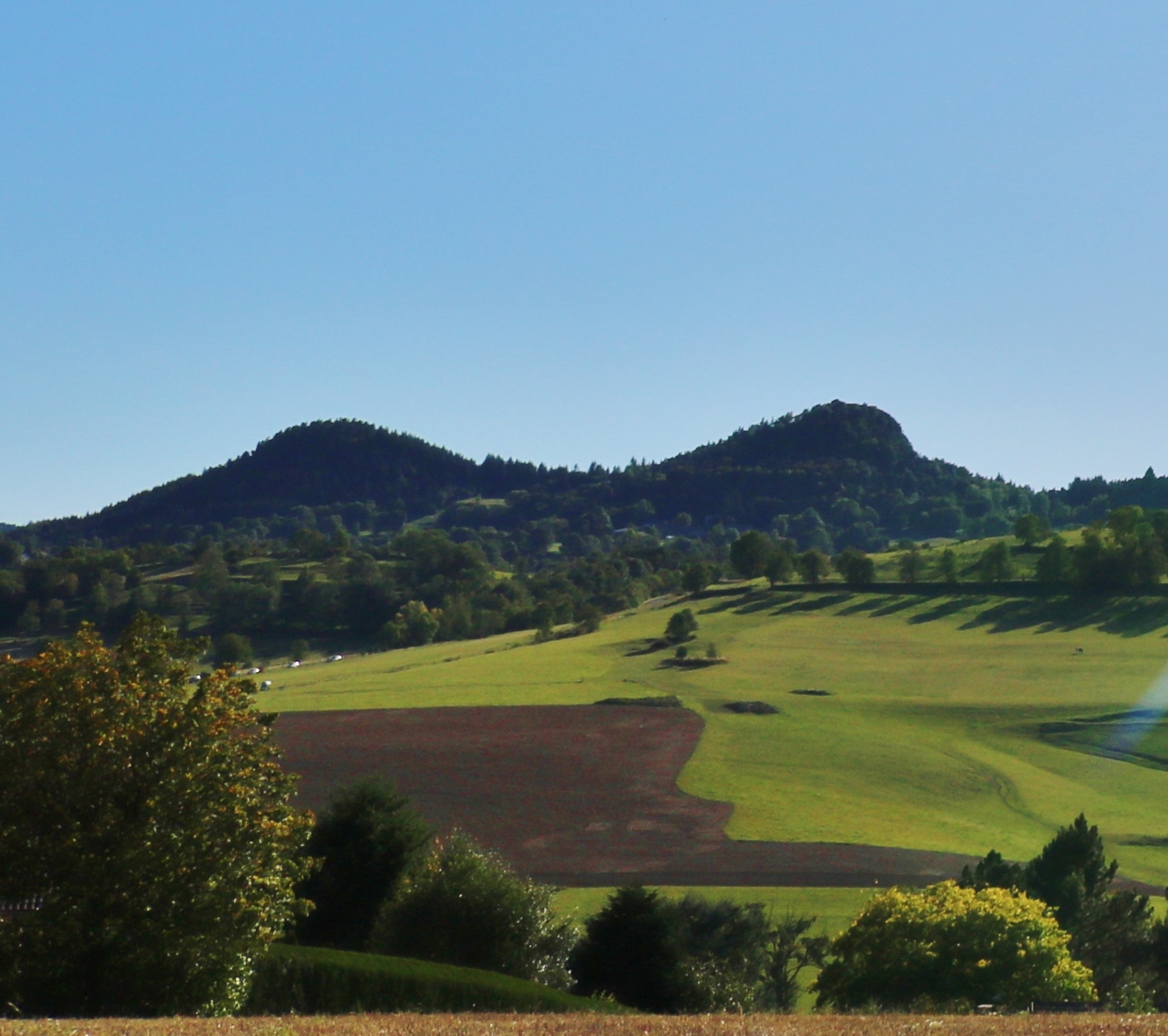
À droite, le suc de Saussac.
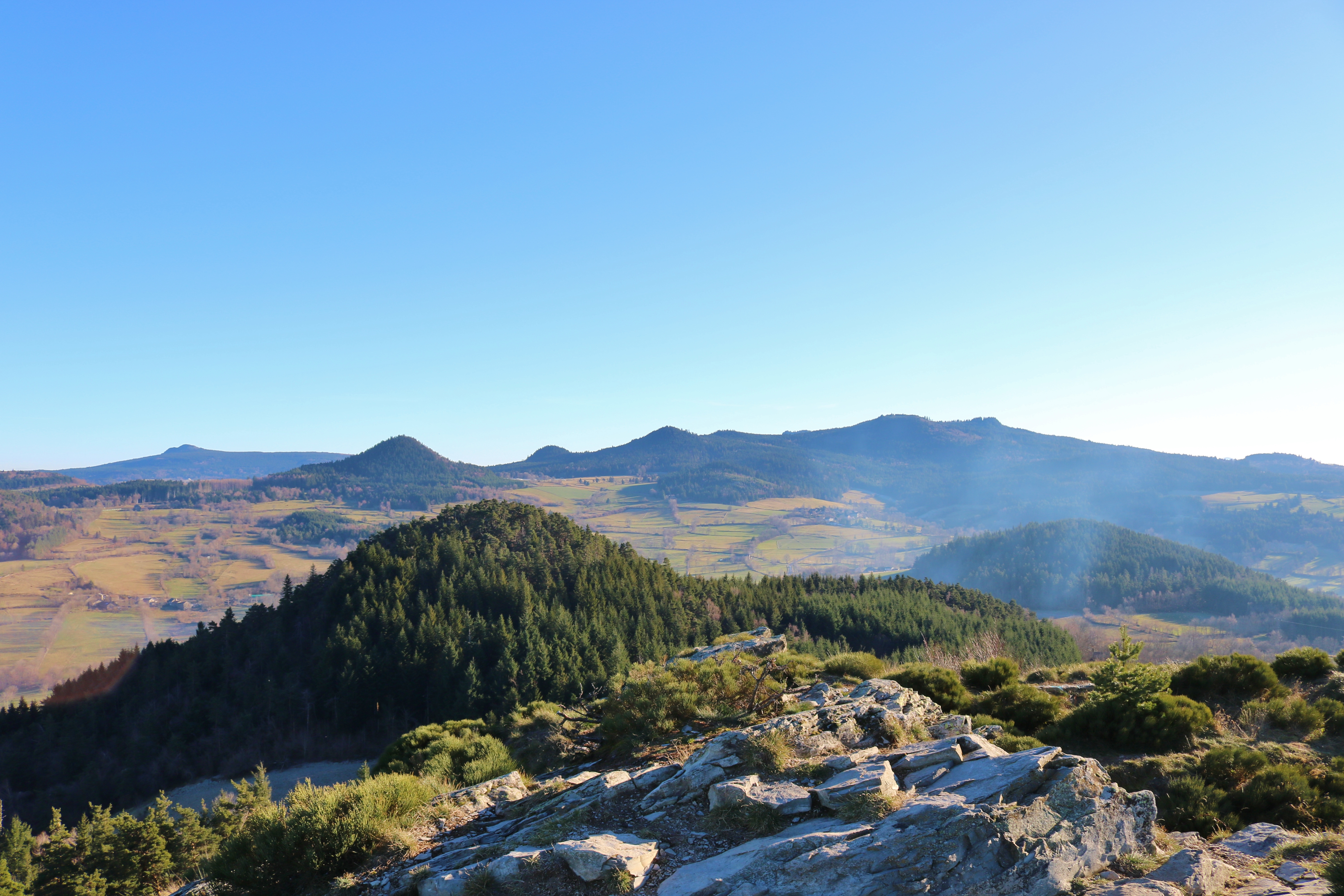
Vue depuis le sommet.
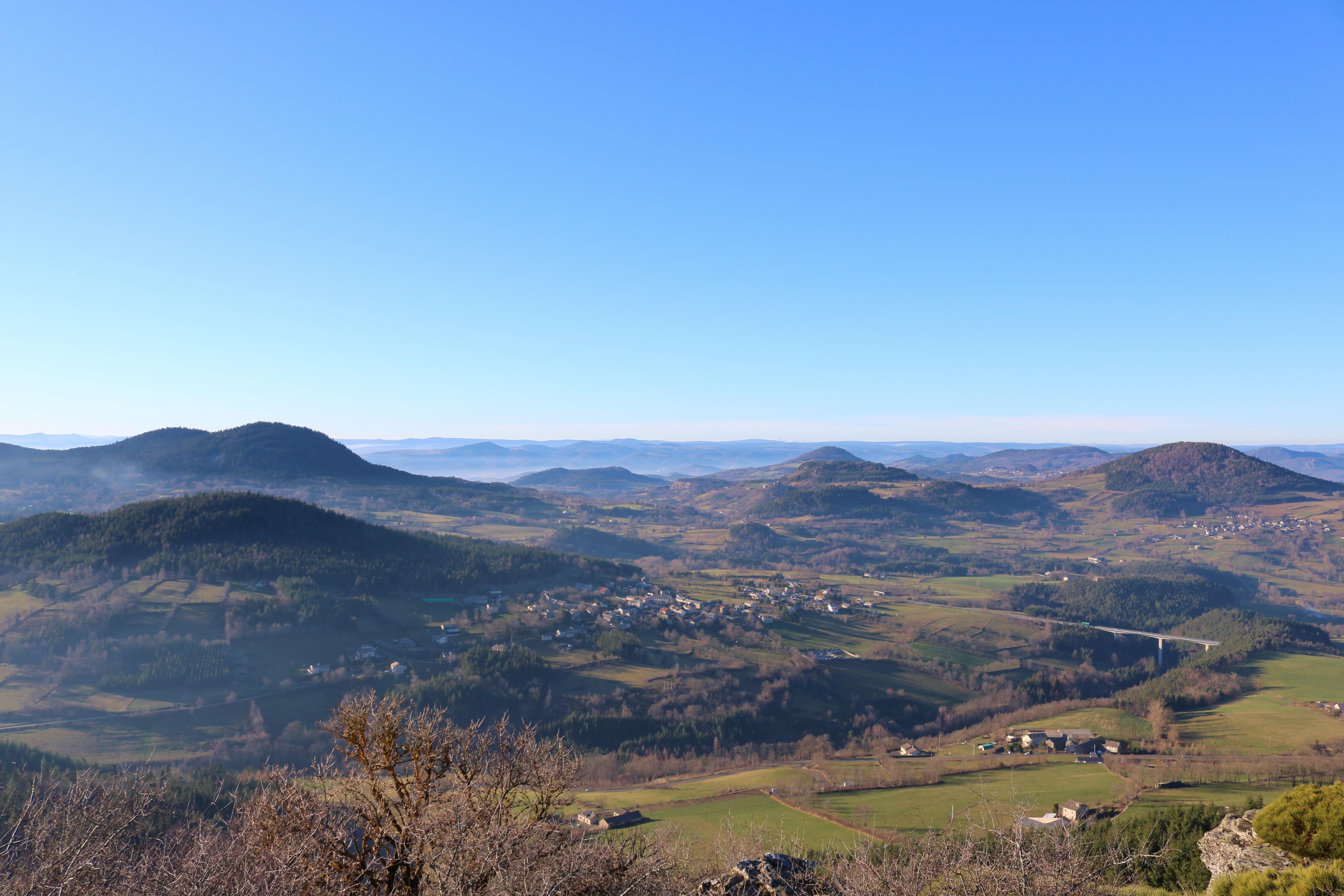
Vue sur le viaduc de Bessamorel.